# Mater amatísima
Mater amatísima és una pel·lícula espanyola del 1980 dirigida per Josep Antoni Salgot i Vila, guió de Bigas Luna i protagonitzada per Victoria Abril en un dels seus primers papers protagonistes en cinema.

## Sinopsi
Clara és una jove enginyera que té un fill soltera. Té un nen, que li posa el nom de Juan, però neix amb autisme. Tot i això Clara es nega a internar-lo en un centre especialitzat i li dedica la seva vida. Amb els anys Juan acaba absorbint l'atenció total de la seva mare, ella es va desintegrant emocionalment i tots dos s'acaben aïllant del món exterior.

## Repartiment
- Victoria Abril... Clara
- Julito de la Cruz ... Juan
- Jaume Sorribas... Ramon
- Consol Tura... Ana
- Carme Contreras... Mare de Clara
- Carlos Lucena ... Pare de Clara

## Producció
Es tracta d'una història tancada i claustrofòbica que esdevé una metàfora de l'autisme en una societat tecnificada i materialista. Per tal de fer més realista la pel·lícula, el protagonista, Julito de la Cruz, és un nen autista de debò, tot i que Salgot el que volia era explicar la malaltia de la seva pròpia germana. I el paper de mare li fou ofert a la quasi debutant Victoria Abril després que Pepa Flores el rebutgés. Fou projectada a la secció "Panoramas" del Festival Internacional de Cinema de Sant Sebastià 1980.